# Naczelna Rada Wychowania Fizycznego i Przysposobienia Wojskowego
Naczelna Rada Wychowania Fizycznego i Przysposobienia Wojskowego − doradczy organ do spraw wychowania fizycznego i Przysposobienia Wojskowego powołany przy Ministerstwie Wyznań Religijnych i Oświecenia Publicznego, działający w latach 1925–1927.
W 1927 r. utworzono Państwowy Urząd Wychowania Fizycznego i Przysposobienia Wojskowego.